# Sabalingis
Els sabalingis (en llatí Sabalingii, en grec antic Σαβαλίγγιοι) eren un poble germànic que Claudi Ptolemeu situa al damunt dels saxons a Quersonès Címbric. Probablement la ciutat de Sabyholm a l'illa de Lolland, els deu el nom.